# 安樂鄉的一日
《安樂鄉的一日》，白先勇短篇小說，1964年刊載於《現代文學》第二十二期。

## 内容
女主角依萍和偉成住在紐約市近郊的安樂鄉（Pleasantville），偉成玩股票，賺大錢。依萍对于股票一窍不通，而且不感兴趣，她一直扮演好一位家庭主婦直至矛盾慢慢爆发......